# Necmi Gençalp
Necmi Gençalp (* 1. ledna 1960 Yozgat, Turecko) je turecký zápasník, reprezentant ve volném stylu. V roce 1988 vybojoval na olympijských hrách v Soulu stříbrnou medaili ve váhové kategorii do 82 kg.